# Louisville (Nowy Jork)
Louisville – town w Stanach Zjednoczonych, w stanie Nowy Jork, w hrabstwie St. Lawrence.
Powierzchnia town wynosi 63,87 mi² (około 165,5 km²). W 2010 roku jego populacja wynosiła 3145 osób, a liczba gospodarstw domowych: 1503. W 2000 roku zamieszkiwało je 3195 osób, a w 1990 mieszkańców było 3040.
Na terenie town leży część village Massena.